# Акантоцити
Акантоцит (від грецького слова ἄκανθα acantha, що означає «шип») у біології та медицині, стосується незвичної форми червонокрівців (еритроцитів), які мають клітинну мембрану з шипами через зубчасті виступи.  Подібний для них термін - шпорові клітини.  Часто їх можна сплутати з ехіноцитами або шистоцитами.

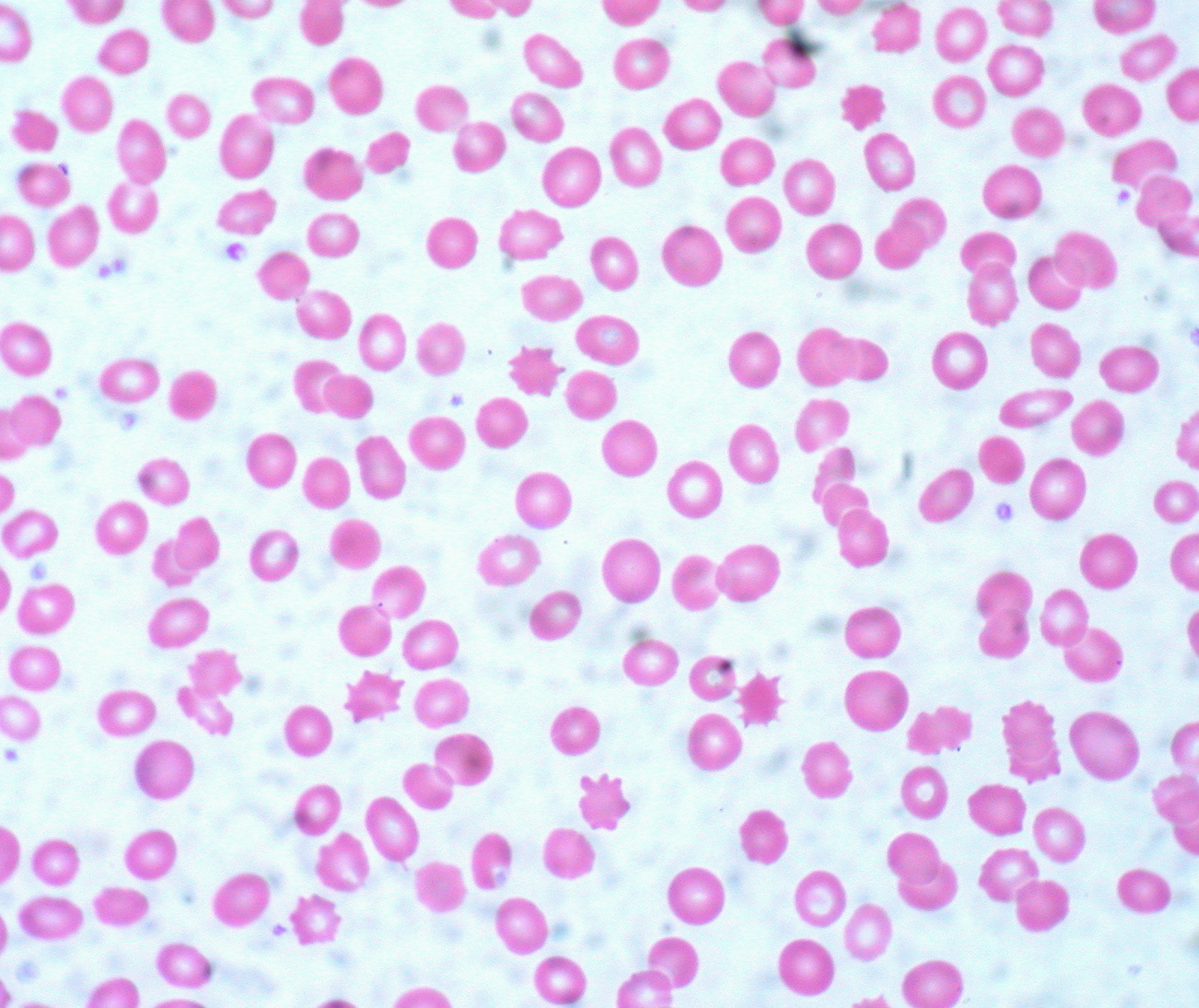
Акантоцити периферичної крові під оптичною мікроскопією. Зверніть увагу на клітинки неправильної форми, некруглі на зображенні.

Акантоцити мають грубі, нерівномірно розташовані, змінного розміру зубчики, що загалом нагадує багатокутні зірочки.  Вони спостерігаються на плівках крові у разі наявності абеталіпопротеїнемії, захворювань печінки, акантоцитозу хореї, синдрому Маклеода та кількох спадкових неврологічних та інших розладів, як от нейроакантоцитоз , нервова анорексія, інфантильний пікноцитоз, гіпотиреоїдизм, ідіопатичний неонатальний гепатит, алкоголізм, застійні захворювання.  спленомегалія, синдром Зіве та хронічна гранулематозна хвороба.

## Використання
Шпорові клітини, можуть бути ще однією назвою акантоцитів або також, в деяких джерелах, може бути посилання на певну підгрупу «своєрідних акантоцитів», які зазнали перетворення селезінкою, внаслідок чого, додаткова втрата їхньої клітинної мембрани, призвела до притуплення спікул і клітини стали округлими («сфероакантоцитами»), як це спостерігається у деяких недужих, із важжким захворюванням печінки.
Загалом, акантоцитоз, може означати наявність цього типу зубчастих еритроцитів, які можуть виявлятися під час тяжкого цирозу печінки або панкреатиту, але може стосуватися власне абеталіпопротеїнемії, клінічного стану з акантоцитарними еритроцитами, неврологічними проблемами та стеатогепатитом.  Ця особлива причина акантоцитозу (також відома як абеталіпопротеїнемія, дефіцит аполіпопротеїну B і синдром Бассена-Корнцвейга) є рідкісним, генетично успадкованим аутосомно-рецесивним станом, через нездатність повністю перетравлювати харчові жири в кишечнику, внаслідок різних мутацій  гена білка перенесення мікросомальних тригліцеридів (MTTP).

## Патофізіологія
Акантоцити, виникають внаслідок змін мембранних ліпідів або структурних білків.  Зміни мембранних ліпідів спостерігаються у разі абеталіпопротеїнемії та дисфункції печінки.  Зміна структурних білків мембрани, спостерігається під час нейроакантоцитозу та синдрому Маклеода.
У разі дисфункції печінки, ліпопротеїн з браком аполіпопротеїну A-II накопичується в плазмі та спричинює підвищення холестерину в еритроцитах.  Це призводить до видозміни мембран еритроцитів і викликає ремоделювання селезінки та утворення акантоцитів.
З наявністю абеталіпопротеїнемії, спостерігається нестача ліпідів і вітаміну Е, що викликає аномальну морфологію еритроцитів.

## Диференціальні діагнози

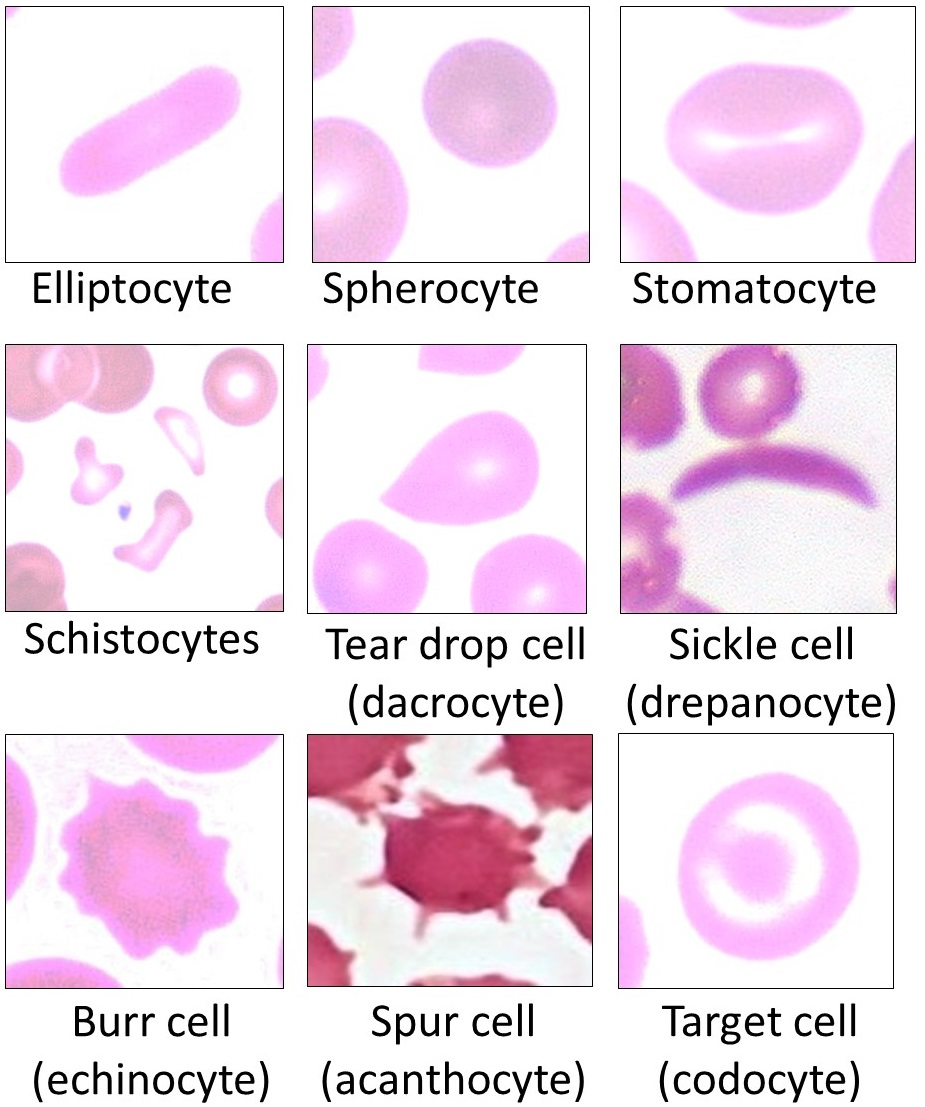
Акантоцитоз порівняно з іншими формами пойкілоцитозу.

Діагноз акантоцитозу, слід відрізняти від: гострої або хронічної анемії, гепатиту А, В і С, гепаторенального синдрому, гіпопітуїтаризму, синдромів мальабсорбції та гіпотрофії.
Вторинний акантоцитоз через недостатню кількість їжі, як от нервова анорексія та муковісцидоз, зникає з усуненням нестачі харчування. Акантоцитоподібні клітини, можуть бути виявлені у разі гіпотиреоїдизму після спленектомії та з наявністю мієлодисплазії.
Акантоцити слід відрізняти від ехіноцитів, які також називаються «шерехатими клітинами», які, попри те, що вони зубчасті, відрізняються тим, що мають численні дрібні спікули, котрі видаються через рівні проміжки на клітинній мембрані. Шерехаті клітини, зазвичай вказують на уремію, але спостерігаються під час багатьох станів, зокрема легкому гемолізі у разі: гіпомагніємії та гіпофосфатемії, гемолітичної анемії у бігунів на довгі відстані та недостатнього рівня піруваткінази.  Шерехаті клітини, також можуть виникати in vitro, через підвищений pH, накопичення крові, виснаження АТФ, накопичення кальцію та контакт зі склом. Акантоцити, також варто відрізняти від кератоцитів, також званих «роговими клітинами», які мають кілька дуже великих виступів.